# Las doce sillas (película cubana)
 Las doce sillas  es una película dramática cubana estrenada en el 1962 y dirigida por Tomás Gutiérrez Alea. Basada en la novela homónima del Ilf y Petrov. 

## Sinopsis
Un aristócrata y su ex-chofer buscan una silla donde están escondidos los brillantes de la familia. En abierta competencia con el cura del pueblo, enterado del secreto, los personajes atraviesan las más imprevistas situaciones ya que las sillas han sido subastadas por el Ministerio de Recuperación de Valores y se encuentran en distintas manos.